# Daoyuan
Daoyuan (vereenvoudigd Chinees: 道院; traditioneel Chinees: 道院; pinyin: dàoyuàn; Kantonees: Toow Yuun) is een religieuze groep (sekte), die bij Xian Tian Tao hoort. Xian Tian Tao is een groep van religieuze groepen. Deze religieuze groepen zijn voor de eenheid van het boeddhisme, Taoïsme, Confucianisme, Christendom en Islam. De grootste van de Xian Tian Tao-groepen is I-Kuan Tao.
Daoyuan is in de Volksrepubliek China verboden. Daoyuan werd in 1916 in Shandong door Liu Shao-ji (劉紹基) en andere mensen met de naam Daodeshe (道德社) opricht. Het hoofdkwartier is in Hongkong. 
In 1921 werd in een daoyuan in Peking de Rode swastika opgericht.